# Shimen
För andra betydelser, se Shimen (olika betydelser).
Shimen, tidigare romaniserat Shihmen, är ett härad som lyder under Changdes stad på prefekturnivå i Hunan-provinsen i södra Kina.